# Miss Sergipe
Miss Sergipe (ou Miss Universo Sergipe) é um concurso de beleza feminino de nível estadual válido para a disputa nacional de Miss Brasil, único caminho para o Miss Universo. Realizado anualmente, o certame é coordenado pelo empresário Luiz Plínio. A melhor colocação do Estado foi obtida em 1964 e 2021, com Maria Isabel de Avelar Elias e Carol Valença, ambas ficaram em terceiro lugar em suas respectivas disputas. Sergipe é um dos estados que mais vezes conquistou títulos de Miss Simpatia na história da disputa nacional.

## Histórico

### Tabela de classificação
A performance das sergipanas no Miss Brasil:
| Posição       | Performance |
| ------------- | ----------- |
| Miss Brasil   |             |
| 2º. Lugar     |             |
| 3º. Lugar     | 2           |
| 4º. Lugar     |             |
| 5º. Lugar     |             |
| Finalista     | 3           |
| Semifinalista | 8           |
| Total         | 13          |

### Premiações Especiais
- Miss Simpatia: Ana Santana (1983), Cleide Teixeira (1994), Patrícia Borges (1996), Juliana Melo (2004) e Nayane Pacheco (2010)

- Miss Fotogenia: Maria Isabel de Avelar Elias (1964)

- Melhor Traje Típico: Maria Isabel de Avelar Elias (1964)

### História

#### Graciema, a 1ª Miss Sergipe
Empossada como "Miss Sergipe" no aristocrático "Cacique Chá", em Aracaju, Graciema Madureira de Melo foi a primeira candidata do Estado à disputar a faixa e a coroa de Miss Brasil, em 1956. No nacional, desfilou com um vestido lilás com detalhes rosa e fez sucesso pela sua beleza e simplicidade, foi descoberta pelo "Clube dos 50" e convidada para representar o Estado quando trabalhava na elegante loja "Chez Nena Modas". Viajou ao Rio de Janeiro acompanhada por Neuza Cardoso, costureira famosa por vestir as mais elegantes de Aracaju. Voltando do Rio de Janeiro, após o certame, foi recepcionada no Palácio do Governo: uma grande festa com presença do Governador Leandro Maciel. Convidada, trabalhou na Varig, que na época, escolhia suas recepcionistas pela beleza. Dois anos depois, casou-se com José Luiz de Góis, com quem teve três filhos, Luiz Eduardo, Telma e Pedro Germano. Nascida em Itaporanga d'Ajuda, em 1934, hoje uma bela mulher com 80 anos, é sensível às causas humanitárias, engajada nos trabalhos da Beneficência Frei Fabiano de Cristo. Dedica-se atualmente aos familiares e à pintura.

### Coordenadores
- 2005 a 2007: Marcos Aurélio Santana (Produtor de eventos).

- em 2008: Paloma Vieira (Miss Sergipe 2007).

- em 2009: Jorge Bispo (Cabeleireiro).

- 2010 a 2012: Emmanuel Santana (Produtor de eventos).

- 2013 a 2014: Deivide Barbosa (Estilista). [2]

- 2015 a 2017: Organização Miss Brasil "Be Emotion". [3]

- 2018 a 2022: Luiz Plínio (Estilista). [4]

- desde 2023: Organização Miss Brasil.

### Edições
| - Miss Sergipe 2013 - Miss Sergipe 2014 - Miss Sergipe 2015 - Miss Sergipe 2016 | - Miss Sergipe 2017 - Miss Sergipe 2018 - Miss Sergipe 2019 - Miss Sergipe 2020 |  |  |

## Vencedoras
A Miss Sergipe renunciou ao título estadual.
| Ano  | Participação                                            | Vencedoras                                              | Representação                                           | Colocação                                               | Ref.                                                    |
| ---- | ------------------------------------------------------- | ------------------------------------------------------- | ------------------------------------------------------- | ------------------------------------------------------- | ------------------------------------------------------- |
| 2025 | 66ª                                                     | Saiury Carvalho dos Santos                              | Aracaju                                                 | Finalista (Top 06)                                      | [ 5 ]                                                   |
| 2024 | 65°                                                     | Milena Cassiano Santos                                  | Santana do São Francisco                                |                                                         | [ 6 ]                                                   |
| 2023 | 64ª                                                     | Gabriela Botelho Campos Serrano                         | Aracaju                                                 | Finalista (Top 07)                                      | [ 7 ]                                                   |
| 2022 | 63ª                                                     | Ingrid Silva Prata                                      | Salgado                                                 | Semifinalista (Top 16)                                  | [ 8 ]                                                   |
| 2021 | 62ª                                                     | Anne Carolynne Valença de Jesus                         | Aracaju                                                 | 3º. Lugar                                               | [ 9 ]                                                   |
| 2020 | A Miss Brasil foi indicada, portanto não houve disputa. | A Miss Brasil foi indicada, portanto não houve disputa. | A Miss Brasil foi indicada, portanto não houve disputa. | A Miss Brasil foi indicada, portanto não houve disputa. | A Miss Brasil foi indicada, portanto não houve disputa. |
| 2019 | 61ª                                                     | Ingrid Vieira de Moraes                                 | Barra dos Coqueiros                                     | Semifinalista (Top 15)                                  | [ 10 ]                                                  |
| 2018 | 60ª                                                     | Grazielly Jesus Vieira de Moraes                        | Boquim                                                  |                                                         | [ 11 ]                                                  |
| 2017 | 59ª                                                     | Saiury Carvalho dos Santos                              | Aracaju                                                 | Finalista (Top 05)                                      | [ 12 ]                                                  |
| 2016 | 58ª                                                     | Anne Carolynne Valença de Jesus                         | Aracaju                                                 | Semifinalista (Top 10)                                  | [ 13 ]                                                  |
| 2015 | 57ª                                                     | Pryscilla Felisberto de Souza                           | Umbaúba                                                 |                                                         | [ 14 ]                                                  |
| 2015 | -                                                       | Isabelle Mitidieri Viana                                | Itabaiana                                               | [Nota 1]                                                | [ 15 ]                                                  |
| 2014 | 56ª                                                     | Priscilla Karla Pinheiro Cardoso                        | Campo do Brito                                          |                                                         | [ 16 ]                                                  |
| 2013 | 55ª                                                     | Lisianny Nascimento Bispo                               | Itabaiana                                               | Semifinalista (Top 10)                                  | [ 17 ]                                                  |
| 2012 | 54ª                                                     | Evlen Yasmim Fontes Sousa                               | Tobias Barreto                                          |                                                         | [ 18 ]                                                  |
| 2011 | 53ª                                                     | Danielle Alves Paes Santos                              | Praia de Aruana                                         |                                                         | [ 19 ]                                                  |
| 2010 | 52ª                                                     | Nayane de Souza Pachêco                                 | Praia de Atalaia Nova                                   | Semifinalista (Top 10)                                  | [ 20 ]                                                  |
| 2009 | 51ª                                                     | Luna Clayane Meneses Silva                              | Ribeirópolis                                            |                                                         | [ 21 ]                                                  |
| 2008 | 50ª                                                     | Kary Cristina Lima Borges                               | Estância                                                |                                                         | [ 22 ]                                                  |
| 2007 | 49ª                                                     | Paloma Vieira de Melo                                   | Nossa Senhora do Socorro                                |                                                         | [ 23 ]                                                  |
| 2006 | 48ª                                                     | Aisley Karoline Araújo de Souza                         | Propriá                                                 |                                                         | [ 24 ]                                                  |
| 2005 | 47ª                                                     | Claudianne Bonfim dos Santos                            | Nossa Senhora do Socorro                                |                                                         | [ 25 ]                                                  |
| 2004 | 46ª                                                     | Juliana Melo Soares Silva                               | Aracaju                                                 |                                                         | [ 26 ]                                                  |
| 2003 | 45ª                                                     | Fabrizia Ramos Santana                                  | Estância                                                |                                                         | [ 27 ]                                                  |
| 2002 | 44ª                                                     | Ana Carla Dantas Ferreira                               |                                                         |                                                         | —                                                       |
| 2001 | 43ª                                                     | Karina da Costa Barreto                                 |                                                         |                                                         | —                                                       |
| 2000 | 42ª                                                     | Josiane Santos Ângelo                                   |                                                         |                                                         | —                                                       |
| 1999 | 41ª                                                     | Fernanda Lacerda de Souza                               |                                                         |                                                         | —                                                       |
| 1998 | 40ª                                                     | Stela Maris de Holanda Marinho                          |                                                         |                                                         | —                                                       |
| 1997 | 39ª                                                     | Karla Wivianny Andrade Mendonça                         |                                                         |                                                         | —                                                       |
| 1996 | 38ª                                                     | Patrícia Borges                                         |                                                         |                                                         | —                                                       |
| 1995 | 37ª                                                     | Ellen Dutra Fonsêca                                     |                                                         | Semifinalista (Top 10)                                  | —                                                       |
| 1994 | 36ª                                                     | Cleide Jane Teixeira                                    |                                                         |                                                         | —                                                       |
| 1993 | A Miss Brasil foi indicada, portanto não houve disputa. | A Miss Brasil foi indicada, portanto não houve disputa. | A Miss Brasil foi indicada, portanto não houve disputa. | A Miss Brasil foi indicada, portanto não houve disputa. | A Miss Brasil foi indicada, portanto não houve disputa. |
| 1992 | 35ª                                                     | Raquel Dalla Bernardina                                 |                                                         |                                                         | —                                                       |
| 1991 | O Estado não enviou candidata ao Miss Brasil 1991.      | O Estado não enviou candidata ao Miss Brasil 1991.      | O Estado não enviou candidata ao Miss Brasil 1991.      | O Estado não enviou candidata ao Miss Brasil 1991.      | O Estado não enviou candidata ao Miss Brasil 1991.      |
| 1990 | Não houve disputa nacional de Miss Brasil em 1990.      | Não houve disputa nacional de Miss Brasil em 1990.      | Não houve disputa nacional de Miss Brasil em 1990.      | Não houve disputa nacional de Miss Brasil em 1990.      | Não houve disputa nacional de Miss Brasil em 1990.      |
| 1989 | 34ª                                                     | Patrícia Loeser de Carvalho                             |                                                         |                                                         | —                                                       |
| 1988 | 33ª                                                     | Ângela Maria Mendonça Costa                             |                                                         |                                                         | —                                                       |
| 1987 | 32ª                                                     | Fernanda da Silva Costa                                 | Estância                                                |                                                         | —                                                       |
| 1986 | 31ª                                                     | Rita de Cássia Freire do Amor                           | Estância                                                |                                                         | —                                                       |
| 1985 | 30ª                                                     | Laudicéa Aparecida Gildo                                |                                                         |                                                         | —                                                       |
| 1984 | 29ª                                                     | Rita de Cássia Lourenço                                 |                                                         |                                                         | —                                                       |
| 1983 | 28ª                                                     | Ana Paula Santana                                       |                                                         |                                                         | —                                                       |
| 1982 | 27ª                                                     | Marisol Lima Ramos                                      |                                                         |                                                         | —                                                       |
| 1981 | 26ª                                                     | Carmen Elisa Marin Pansani                              |                                                         |                                                         | —                                                       |
| 1980 | 25ª                                                     | Márcia Menezes Mello                                    | Propriá                                                 | Semifinalista (Top 10)                                  | —                                                       |
| 1979 | 24ª                                                     | Kátia Maria Ferreira da Costa                           |                                                         |                                                         | —                                                       |
| 1978 | 23ª                                                     | Maria das Graças Santos                                 |                                                         |                                                         | —                                                       |
| 1977 | 22ª                                                     | Elizabeth de Souza Silva                                |                                                         |                                                         | —                                                       |
| 1976 | 21ª                                                     | Maria Wilma Prata                                       |                                                         |                                                         | —                                                       |
| 1975 | 20ª                                                     | Maria Wilma Santos                                      |                                                         |                                                         | —                                                       |
| 1974 | 19ª                                                     | Helenita Santos                                         |                                                         |                                                         | —                                                       |
| 1973 | 18ª                                                     | Ivany Apóstolo de Melo                                  |                                                         |                                                         | —                                                       |
| 1972 | 17ª                                                     | Jocenyr Monteiro Santos                                 |                                                         |                                                         | —                                                       |
| 1971 | 16ª                                                     | Luciene Campos de Oliveira                              |                                                         |                                                         | —                                                       |
| 1970 | 15ª                                                     | Cláudia Toscano de Brito                                |                                                         |                                                         | —                                                       |
| 1969 | 14ª                                                     | Maria Carmen Gentil Barreto                             |                                                         |                                                         | —                                                       |
| 1968 | 13ª                                                     | Leonísia Fonseca Mota                                   |                                                         |                                                         | —                                                       |
| 1967 | -                                                       | Noeme Dantas                                            | Associação Atlética de Aracaju                          |                                                         | —                                                       |
| 1967 | 12ª                                                     | Maria Hortência Góes                                    | Clube dos Diretores Lojistas                            | [Nota 2]                                                | —                                                       |
| 1966 | 11ª                                                     | Lygia Sampaio Fiscina                                   | Associação Atlética da Faculdade de Medicina            |                                                         | —                                                       |
| 1965 | 10ª                                                     | Maria Luiza Vieira da Cruz                              | Sociedade de Cultura Artística de Sergipe               |                                                         | —                                                       |
| 1964 | 9ª                                                      | Maria Isabel de Avelar Elias                            | Iate Clube de Aracaju                                   | 3º. Lugar                                               | —                                                       |
| 1963 | 8ª                                                      | Zélia Maria Mendonça Lopes                              | Associação Atlética de Aracaju                          | Semifinalista (Top 08)                                  | —                                                       |
| 1962 | 7ª                                                      | Gleide Maria de Freitas                                 |                                                         |                                                         | —                                                       |
| 1961 | 6ª                                                      | Elenita Teixeira Lobo                                   | Iate Clube de Aracaju                                   |                                                         | —                                                       |
| 1960 | 5ª                                                      | Maria Bandeira de Mello Labuto                          |                                                         |                                                         | —                                                       |
| 1959 | 4ª                                                      | Maria Aparecida Guimarães                               | Grêmio da ASCB                                          |                                                         | [ 28 ]                                                  |
| 1958 | 3ª                                                      | Maria Nilza de Brito                                    | Vasco Esporte Clube                                     |                                                         | [ 29 ]                                                  |
| 1957 | 2ª                                                      | Maria Helena Morais e Silva                             | Cotinguiba Esporte Clube                                |                                                         | [ 30 ]                                                  |
| 1956 | 1ª                                                      | Graciema Madureira de Melo                              | Itaporanga d'Ajuda                                      |                                                         | [ 31 ]                                                  |

Não são nascidas no Estado as misses
1. Maria Isabel de Avelar Elias (1964) é de Alfenas, MG.
2. Márcia Menezes (1980) nasceu no Rio de Janeiro, RJ.
3. Ingrid Moraes (2019) nasceu em Salvador, BA. [32]
4. Gabriela Botelho (2023) nasceu em Belo Horizonte, MG

## Ligações Externas
- Site do Miss Brasil
- Site do Miss Universo (em inglês)